# Avetaranots
Avetaranots (in armeno Ավետարանոզ?, Chanakhchi in azero Çanaqçı, in armeno Չանախչի?) è una comunità rurale del distretto di Xocalı in Azerbaigian, fino al 2020 facente parte della regione di Askeran nella repubblica di Artsakh (fino al 2017 denominata repubblica del Nagorno Karabakh).
Avetaranots nel 2005 contava circa un migliaio di abitanti e sorge in una verde area collinare nella parte più meridionale della regione, quasi al confine con le regioni di Shushi e Martuni.
È nota per aver dato i natali al generale Valerian Grigor'evič Madatov.